# Rheocricotopus emeiensis
Rheocricotopus emeiensis är en tvåvingeart som beskrevs av Wang 1991. Rheocricotopus emeiensis ingår i släktet Rheocricotopus och familjen fjädermyggor. Inga underarter finns listade i Catalogue of Life.